# Cavusgnathidae
Famille
Les Cavusgnathidae sont une famille éteinte de conodontes de l'ordre des ozarkodinides.

## Systématique
La famille des Cavusgnathidae a été créée en 1981 par Ronald Leyshon Austin (d) (?-?) et Frank Harold Trevor Rhodes (1926-2020).

## Liste des genres
- †Adetognathus
- †Cavusgnathus
- †Clydagnathus
- †Ferganaegnathodus
- †Neolochriea
- †Patrognathus
- †Pseudopolygnathus
- †Rhachistognathus
- †Scaphignathus
- †Taphrognathus
- †Weyerognathus

## Publication originale
- (en) Austin R.L. & Rhodes F.H.T. in Clark, 1981. Treatise on Invertebrate Paleontology, Part W.